# Luigi Giuseppe Lasagna
Luigi Giuseppe Lasagna (n. 4 martie 1850, Montemagno Monferrato, Piemont, Italia – d. 6 noiembrie 1895, Juiz de Fora, Minas Gerais, Brazilia), cunoscut sub numele de Dom Luís, a fost un preot aparținând Ordinului salezien și episcop titular romano-catolic al diecezei Oea din 1893 până în 1895. A fost fondatorul lucrărilor saleziene în Brazilia și Uruguay.

## Biografie
Născut la 1850 în Montemagno, Piemont, Luigi Giuseppe Lasagna a fost hirotonit preot salezian la 30 iunie 1873. Cu ajutorul lui Don Bosco, a fost trimis ca misionar în America Latină în 1876, pentru a-și începe slujirea misionară în Uruguay. A devenit director al Colegio de Villa Colón. În 1881 a inaugurat o stație meteorologică, ulterior fondând o universitate catolică și un liceu de agricultură. În 1883 și-a început ministerul în Brazilia.
La 10 martie 1893 a fost ales de papa Leon al XIII-lea ca episcop titular de Oea și consacrat pe 12 martie de cardinalul Lucido Maria Parocchi.
A murit în 1895 în Juiz de Fora într-un accident feroviar în care s-au ciocnit două trenuri ale companiei Estrada de Ferro Central do Brasil. În același accident au murit șapte călugărițe, alți cinci preoți și un mecanic de locomotivă.

### Succesiune apostolică
Dom Luís a fost, în 1894, co-consacrator al hirotoniei episcopale a preotului episcopal Pio Gaetano Secondo Stella și este, de asemenea, în 1895, consacratorul hirotoniei episcopale a preotului Juan Sinforiano Bogarín.